# Armorial des Montmorency
Pour les articles homonymes, voir Montmorency.
Cet article non exhaustif recense les armoiries des personnages issus de la maison de Montmorency, avec les figures et blasonnements. La maison de Montmorency comptait parmi les plus anciennes et les plus prestigieuses familles de la noblesse française. Elle s'est éteinte en ligne masculine en 1878, à la mort de Joseph de Montmorency-Beaumont ; et en ligne féminine en 1922, à la mort d'Eugénie de Montmorency.

## Maison de Montmorency

### Branche aînée de Montmorency
| Armoiries | Identité du porteur et blasonnement | Période          |
| --------- | --- | ---------------- |
|           | Thibaud de Montmorency (mort en 1090), seigneur de Montmorency, connétable de France. D'or à la croix de gueules. | Xe – XVe siècles |
|           | Mathieu Ier de Montmorency (1100-1160), seigneur de Montmorency, d'Écouen, de Marly, de Conflans-Sainte-Honorine et d'Attichy, connétable de France. D'or à la croix de gueules cantonnée de quatre alérions d'azur. | Xe – XVe siècles |
|           | Mathieu II de Montmorency (1168-1230), seigneur de Montmorency, connétable de France. D'or à la croix de gueules cantonnée de seize alérions d'azur. | Xe – XVe siècles |
|           | Anne de Montmorency (1493-1567), duc de Montmorency et pair de France, comte de Beaumont et de Dammartin, premier baron chrétien, grand maître de France, maréchal de France, connétable de France, chevalier de l'ordre du roi. D'or à la croix de gueules cantonnée de seize alérions d'azur.                             | 1472 – 1650      |
|           | François de Montmorency (1530-1579), duc de Montmorency et pair de France, comte de Dammartin, baron de Châteaubriant et seigneur de l'Isle-Adam, maréchal de France, grand maître de France, chevalier de l'ordre du roi. D'or à la croix de gueules cantonnée de seize alérions d'azur.                                   | 1472 – 1650      |
|           | Henri Ier de Montmorency (1534-1614), seigneur de Damville, puis duc de Montmorency et pair de France, comte de Dammartin et d'Alais, baron de Châteaubriant, seigneur de l'Isle-Adam, de Chantilly et d'Écouen, maréchal de France et connétable de France. D'or à la croix de gueules cantonnée de seize alérions d'azur. | 1472 – 1650      |
|           | Charles de Montmorency-Damville (1537-1612), seigneur de Méru puis duc de Damville et pair de France, amiral de France, colonel général des Suisses et des Grisons. D'or à la croix de gueules cantonnée de seize alérions d'azur ordonnés au lambel de gueules.                                                            | 1472 – 1650      |
|           | Henri II de Montmorency (1595-1632), duc de Damville et pair de France, duc de Montmorency et pair de France, comte de Dammartin et d'Offémont, amiral de France et maréchal de France. D'or à la croix de gueules cantonnée de seize alérions d'azur.                                                                      | 1472 – 1650      |
|           | Charlotte de Montmorency (1594-1650), dame de Saint-Liébault et d'Arvillers, puis duchesse de Montmorency et pair de France. D'or à la croix de gueules cantonnée de seize alérions d'azur. | 1472 – 1650      |

### Branche de Montlhéry
| Armoiries | Identité du porteur et blasonnement                                                                                       | Période           |
| --------- | --- | ----------------- |
|           | Thibaud de Montmorency (970-1031), seigneur de Montlhéry. D'or à la croix de gueules cantonnée de quatre alérions d'azur. | Xe – XIIe siècles |

### Branche de Gisors
| Armoiries | Identité du porteur et blasonnement | Période             |
| --------- | --- | ------------------- |
|           | Geoffroy de Montmorency (1020-1087), seigneur de Gisors. D'or à la croix de gueules cantonnée de quatre lions d'azur, armés et lampassés de gueules. | XIe – XIIIe siècles |

### Branche de Marly
| Armoiries | Identité du porteur et blasonnement | Période     |
| --------- | --- | ----------- |
|           | Mathieu de Montmorency (1135-1205), seigneur de Marly. D'or à la croix de gueules cantonnée de quatre alérions d'azur.                                                                                      | 1173 – 1356 |
|           | Bouchard II de Marly (mort en 1250), seigneur de Marly, de Montreuil-Bonnin, de Saissac, de Saint-Martin et de Picauville. D'or à la croix de gueules frettée d'argent cantonnée de quatre alérions d'azur. | 1173 – 1356 |

### Branche de Saint-Leu
| Armoiries | Identité du porteur et blasonnement | Période     |
| --------- | --- | ----------- |
|           | Bouchard VII de Montmorency (mort en 1284), seigneur de Saint-Leu, de Deuil et de Nangis. D'or à la croix de gueules cantonnée de quatre alérions d'azur au franc-canton d'hermine. Différences entre dessin et blasonnement. | 1260 – 1402 |

### Branche de Conflans
| Armoiries | Identité du porteur et blasonnement | Période     |
| --------- | --- | ----------- |
|           | Evrard de Montmorency (1260-1334), seigneur de Conflans, de Breteuil et de Beaussault, échanson de France. D'or à la croix de gueules cantonnée de quatre alérions d'azur au franc-canton d'argent chargé d'une étoile de sable. Différences entre dessin et blasonnement. | 1280 – 1434 |

### Branche de Bouqueval
| Armoiries | Identité du porteur et blasonnement | Période            |
| --------- | --- | ------------------ |
|           | Mathieu de Montmorency (1318-1360), baron de Bouqueval, seigneur d'Avremesnil et de Goussainville. D'or à la croix de gueules cantonnée de seize alérions d'azur au lambel d'argent. | XIVe – XVe siècles |

### Branche de Croisilles
| Armoiries | Identité du porteur et blasonnement | Période             |
| --------- | --- | ------------------- |
|           | Philippe de Montmorency (1414-1473), seigneur de Croisilles. D'or à la croix de gueules cantonnée de seize alérions d'azur chargée d'un losange du premier. | XVe – XVIIe siècles |

#### Rameau de Bours
| Armoiries | Identité du porteur et blasonnement | Période     |
| --------- | --- | ----------- |
|           | Hugues de Montmorency-Bours (1419-1499), baron de Bours en Ponthieu. D'or à la croix de gueules cantonnée de seize alérions d'azur chargée d'un croissant d'argent.                                           | 1474 – 1759 |
|           | Benjamin de Montmorency-Bours, comte de Bours, baron d'Esquencourt. D'or à la croix de gueules cantonnée de quatre alérions d'azur chargée d'un croissant d'argent. Différences entre dessin et blasonnement. | 1474 – 1759 |

#### Rameau de Neuville
| Armoiries | Identité du porteur et blasonnement | Période               |
| --------- | --- | --------------------- |
|           | Charles de Montmorency-Neuville (mort en 1605), seigneur de Neuville. D'or à la croix de gueules cantonnée de seize alérions d'azur chargée d'un croissant d'argent.                                 | XVIe – XVIIIe siècles |
|           | Louis de Montmorency-Neuville (1737-1770), comte de Logny. D'or à la croix de gueules cantonnée de quatre alérions d'azur chargée d'un croissant d'argent. Différences entre dessin et blasonnement. | XVIe – XVIIIe siècles |

### Branche aînée de Nivelle
| Armoiries | Identité du porteur et blasonnement | Période     |
| --------- | --- | ----------- |
|           | Jean II de Montmorency (1422-1477), seigneur de Nivelle. D'or à la croix de gueules cantonnée de seize alérions d'azur. | 1472 – 1585 |
|           | Philippe II de Montmorency (1524-1568), comte de Hornes, chevalier de la Toison d'or. D'or à la croix de gueules cantonnée de seize alérions d'azur, sur le tout écartelé aux 1 et 4 d'or aux trois cors de gueules virolés et enguichés d'argent (Hornes), les 2 et 3 contre-écartelé : aux I et IV du contre-écartelé d'or à la fasce de sable (Moers) et aux II et III du contre-écartelé de sable à l'aigle bicéphale éployée d'argent (Saarwerden). | 1472 – 1585 |
|           | Florent de Montmorency (1528-1567), baron de Montigny, grand bailli du Tournaisis, frère cadet du précédent, chevalier de la Toison d'or. Écartelé de Montmorency et d'Egmont. | 1472 – 1585 |

### Branche de Fosseux
| Armoiries | Identité du porteur et blasonnement | Période     |
| --------- | --- | ----------- |
|           | Louis de Montmorency-Fosseux (1430-1490), seigneur de Fosseux. D'or à la croix de gueules cantonnée de seize alérions d'azur chargée d'une étoile de six rais d'argent. | 1472 – 1862 |
|           | Pierre Ier de Montmorency-Fosseux (1530-1582), baron de Fosseux (et Fosseuse/Baillet-sur-Esches) et marquis de Thury, premier baron chrétien et chef de nom et d'armes. D'or à la croix de gueules cantonnée de seize alérions d'azur.                                                  | 1472 – 1862 |
|           | Léon II de Montmorency-Fosseux (1731-1799), duc de Montmorency, marquis de Fosseux et de Thury, premier baron chrétien et chef de nom et d'armes. D'or à la croix de gueules cantonnée de seize alérions d'azur.                                                                        | 1472 – 1862 |
|           | Charles III de Montmorency-Fosseux (1768-1846), duc de Montmorency et pair de France, marquis de Fosseux, premier baron chrétien et chef de nom et d'armes, chevalier de Saint-Louis et officier de la Légion d'honneur. D'or à la croix de gueules cantonnée de seize alérions d'azur. | 1472 – 1862 |
|           | Louis de Montmorency (1769-1844), comte de Tancarville, marquis de Seignelay, 8e prince de Robech, pair de France et grand d'Espagne, chevalier de la Légion d'honneur, chevalier de Saint-Louis. D'or à la croix de gueules cantonnée de seize alérions d'azur.                        | 1472 – 1862 |

#### Rameau de Wattines puis de Robecq
| Armoiries | Identité du porteur et blasonnement | Période     |
| --------- | --- | ----------- |
|           | Ogier de Montmorency-Wattines (mort en 1523), seigneur de Wattines et de Bersée. D'or à la croix de gueules cantonnée de seize alérions d'azur chargée de trois besants d'argent. | 1450 – 1812 |
|           | Jean II de Montmorency-Robecq (1579-1631), marquis de Morbecque, 1er prince de Robecq et grand d'Espagne, vicomte d'Aire et baron d'Haverskerque et de Wattines, chevalier de la Toison d'or. D'or à la croix de gueules cantonnée de seize alérions d'azur chargée de trois besants d'argent. | 1450 – 1812 |
|           | Alexandre de Montmorency-Robecq (1724-1812), 7e prince de Robecq et grand d'Espagne, marquis de Morbecque, comte d'Estaires, vicomte d'Aire et baron d'Haverskerque, chevalier des ordres du roi, chevalier de Saint-Louis, lieutenant-général des armées du roi (1762), capitaine des gardes du corps du roi, député de la noblesse aux États généraux. D'or à la croix de gueules cantonnée de seize alérions d'azur chargée de trois besants d'argent. | 1450 – 1812 |

#### Rameau de Bouteville puis de Luxembourg
| Armoiries | Identité du porteur et blasonnement | Période     |
| --------- | --- | ----------- |
|           | Louis de Montmorency-Bouteville (1560-1615), seigneur de Bouteville et de Précy, comte de Luxe, chevalier de l'ordre du roi, vice-amiral de France. D'or à la croix de gueules cantonnée de seize alérions d'azur, sur le tout d'azur à trois fleurs de lys d'or à la bande de gueules chargée de trois lions léopardés d'argent. | 1560 – 1764 |
|           | François-Henri de Montmorency-Bouteville (1628-1695), comte de Luxe, duc de Piney (dit « de Luxembourg ») et pair de France, maréchal de France et chevalier des ordres du roi. Il est l'un des plus fameux chefs d'armée du XVIIe siècle, à tel point qu'il est surnommé la « tapissier de Notre-Dame », en raison des nombreux drapeaux ennemis rapportés par ses troupes qui décorent la nef de la cathédrale de Paris. D'or à la croix de gueules cantonnée de seize alérions d'azur, sur le tout d'argent au lion de gueules armé, lampassé et couronné d'or. | 1560 – 1764 |

##### Tige de Châtillon
| Armoiries | Identité du porteur et blasonnement | Période     |
| --------- | --- | ----------- |
|           | Paul de Montmorency-Luxembourg (1664-1731), 1er duc de Châtillon, marquis de Royan, comte d'Olonne. D'or à la croix de gueules cantonnée de seize alérions d'azur, sur le tout d'argent au lion de gueules armé, lampassé et couronné d'or, au lambel d'argent brochant sur le tout. | 1696 – 1861 |
|           | Charles III de Montmorency-Luxembourg (1737-1803), 4e duc de Châtillon, 8e duc de Piney et pair de France. D'or à la croix de gueules cantonnée de seize alérions d'azur, sur le tout d'argent au lion de gueules armé, lampassé et couronné d'or.                                   | 1696 – 1861 |

##### Tige de Beaumont
| Armoiries | Identité du porteur et blasonnement | Période     |
| --------- | --- | ----------- |
|           | Christian-Louis de Montmorency-Luxembourg (1675-1746), 7e prince de Tingry, comte de Beaumont, maréchal de France, chevalier des ordres du roi. D'or à la croix de gueules cantonnée de seize alérions d'azur, sur le tout d'argent au lion de gueules armé, lampassé et couronné d'or. | 1695 – 1878 |
|           | Joseph de Montmorency-Beaumont (1802-1878), 3e duc de Beaumont, 11e prince de Tingry, 10e duc de Piney, premier baron chrétien et chef de nom et d'armes. D'or à la croix de gueules cantonnée de seize alérions d'azur.                                                                | 1695 – 1878 |

#### Rameau de Lauresse
| Armoiries | Identité du porteur et blasonnement | Période     |
| --------- | --- | ----------- |
|           | Pierre de Montmorency-Fosseux (mort en 1610), baron de Lauresse. D'or à la croix de gueules cantonnée de seize alérions d'azur chargée d'une étoile de six rais d'argent. | 1578 – 1694 |

#### Rameau de Châteaubrun
| Armoiries | Identité du porteur et blasonnement | Période     |
| --------- | --- | ----------- |
|           | François de Montmorency-Châteaubrun (mort en 1646), seigneur de Châteaubrun. D'or à la croix de gueules cantonnée de seize alérions d'azur chargée d'une étoile de six rais d'argent. | 1640 – 1746 |

#### Rameau cognatique de Talleyrand
| Armoiries | Identité du porteur et blasonnement | Période     |
| --------- | --- | ----------- |
|           | Adalbert de Talleyrand-Montmorency (1837-1915), duc de Montmorency. D'or à la croix de gueules cantonnée de seize alérions d'azur (Montmorency), sur le tout de gueules aux trois lionceaux d'or armés, lampassés et couronnés d'azur (Talleyrand-Périgord). | 1864 – 1951 |

## Maison de Laval

### Branche aînée de Laval
| Armoiries | Identité du porteur et blasonnement | Période     |
| --------- | --- | ----------- |
|           | Guy VII de Laval (1219-1267), baron de Vitré, seigneur de Laval, d'Acquigny, d'Hérouville et d'Attichy. D'or à la croix de gueules cantonnée de seize alérions d'azur chargée de cinq coquilles d'argent. | 1230 – 1412 |
|           | Guy de Laval (mort en 1338), évêque de Quimper. Écartelé au 1 d'azur à trois fleurs de lys d'or, au 2 et 3 d'or à la croix de gueules cantonnée de seize alérions d'azur et chargée de cinq coquilles d'argent, au 4 d'azur à trois fleurs de lys d'or chargé d'un bande camponnée de gueules et d'argent, sur le tout de gueules au lion d'argent. | 1230 – 1412 |

#### Rameau cognatique de Montfort
| Armoiries | Identité du porteur et blasonnement | Période     |
| --------- | --- | ----------- |
|           | Jean de Montfort (1385-1414), seigneur de Kergolay, baron de Vitré et de Laval. Écartelé d'or à la croix de gueules chargée de cinq coquilles d'argent et cantonnée de seize alérions d'azur (Laval) et de gueules semé de fleurs de lys d'or (Châteaubriant). | 1412 – 1547 |
|           | Guy XIV de Laval (1406-1486), comte de Laval, baron de Vitré. Écartelé d'or à la croix de gueules chargée de cinq coquilles d'argent et cantonnée de seize alérions d'azur (Laval) et de gueules semé de fleurs de lys d'or (Châteaubriant).                   | 1412 – 1547 |

#### Rameau cognatique de Lohéac
| Armoiries | Identité du porteur et blasonnement | Période     |
| --------- | --- | ----------- |
|           | André de Lohéac (1408-1486), seigneur de Lohéac et de Montjean puis baron de Rais, chevalier de l'ordre du roi, amiral et maréchal de France. D'or à la croix de gueules chargée de cinq coquilles d'argent et cantonnée de seize alérions d'azur, au lambel brochant en chef d'argent à trois pendants chargés chacun de deux mouchetures d'hermine. | 1422 – 1486 |

### Branche d'Attichy
| Armoiries | Identité du porteur et blasonnement | Période     |
| --------- | --- | ----------- |
|           | Bouchard de Laval (mort en 1320), seigneur d'Attichy. D'or à la croix de gueules chargée de cinq coquilles d'argent et cantonnée de seize alérions d'azur, le premier canton d'argent au lion de gueules. | 1250 – 1408 |

### Branche de Loué puis de Nesle
| Armoiries | Identité du porteur et blasonnement | Période     |
| --------- | --- | ----------- |
|           | André de Laval (mort en 1356), seigneur de Loué, de Châtillon, d'Aubigné, d'Olivet, de Montsûrs, de Meslay, de Courbeveille et de Bouère. D'or à la croix de gueules chargée de cinq coquilles d'argent et cantonnée de seize alérions d'azur, le premier canton d'azur semé fleurs de lys d'or chargé d'un lion aussi d'or.           | 1311 – 1590 |
|           | Jean de Laval-Châtillon (mort en 1398), seigneur de Châtillon, de Montsûrs, d'Aubigné, Courbeveille, de Tinténiac, de Bécherel et de Romillé, fils du précédent. D'or à la croix de gueules chargée de cinq coquilles d'argent et cantonnée de seize alérions d'azur, le premier canton chargé d'une croix ancrée de gueules (Bauçay). | 1311 – 1590 |
|           | Guy II de Laval-Loué (mort en 1484), seigneur de Loué. D'or à la croix de gueules chargée de cinq coquilles d'argent et cantonnée de seize alérions d'azur. | 1311 – 1590 |
|           | Jean de Laval-Nesle (1542-1578), marquis de Nesle, comte de Maillé et de Joigny, vicomte de Brosse. D'or à la croix de gueules chargée de cinq coquilles d'argent et cantonnée de seize alérions d'azur. | 1311 – 1590 |

#### Rameau de Bois-Dauphin
| Armoiries | Identité du porteur et blasonnement | Période     |
| --------- | --- | ----------- |
|           | Thibaud II de Laval (mort en 1461), seigneur de Saint-Aubin, de Coudrayes et de Bois-Dauphin. D'or à la croix de gueules chargée de cinq coquilles d'argent et cantonnée de seize alérions d'azur, à la bordure de sable.                                   | 1421 – 1693 |
|           | Urbain de Laval-Bois-Dauphin (1557-1629), marquis de Bois-Dauphin et de Sablé, maréchal de France, chevalier des ordres du roi. D'or à la croix de gueules chargée de cinq coquilles d'argent et cantonnée de seize alérions d'azur, à la bordure de sable. | 1421 – 1693 |
|           | Henri de Laval-Bois-Dauphin (1620-1693), évêque de la Rochelle. D'or à la croix de gueules chargée de cinq coquilles d'argent et cantonnée de seize alérions d'azur, à la bordure de sable.                                                                 | 1421 – 1693 |

#### Rameau de la Faigne
| Armoiries | Identité du porteur et blasonnement | Période     |
| --------- | --- | ----------- |
|           | René de Laval (mort en 1496), seigneur de la Faigne. D'or à la croix de gueules chargée de cinq coquilles d'argent et cantonnée de seize alérions d'azur, à la bordure de sable chargée de quatorze besants d'argent. | 1494 – 1594 |

##### Tige de Tartigny
| Armoiries | Identité du porteur et blasonnement | Période     |
| --------- | --- | ----------- |
|           | Hugues de Laval-Tartigny (1524-1573), seigneur de Tartigny. D'or à la croix de gueules chargée de cinq coquilles d'argent et cantonnée de seize alérions d'azur, à la bordure de sable chargée de quatorze besants d'argent, au lambel d'argent de quatre pièces. | 1547 – 1828 |
|           | Gabriel de Laval-Tartigny (1584-1664), baron de la Faigne, seigneur de Tartigny. D'or à la croix de gueules chargée de cinq coquilles d'argent et cantonnée de seize alérions d'azur, à la bordure de sable chargée de quatorze besants d'argent.                 | 1547 – 1828 |
|           | Claude-Charles de Laval (1672-1743), « marquis de Laval », seigneur de Gournay et Chennebrun. D'or à la croix de gueules chargée de cinq coquilles d'argent et cantonnée de seize alérions d'azur, à la bordure de sable.                                         | 1547 – 1828 |
|           | Guy-Claude de Laval (1677-1751), « comte de Laval », baron de la Faigne, maréchal de France. D'or à la croix de gueules chargée de cinq coquilles d'argent et cantonnée de seize alérions d'azur, à la bordure de sable.                                          | 1547 – 1828 |

##### Tige de Montigny
| Armoiries | Identité du porteur et blasonnement | Période     |
| --------- | --- | ----------- |
|           | Hugues de Laval-Montigny (mort en 1664), seigneur de Montigny et de Montbaudry. D'or à la croix de gueules cantonnée de seize alérions d'azur (Montmorency), sur le tout de d'or à la croix de gueules chargée de cinq coquilles d'argent et cantonnée de seize alérions d'azur (Laval). | 1617 – 1748 |
|           | François de Laval-Montigny (1623-1708), évêque de Québec, saint catholique. D'or à la croix de gueules chargée de cinq coquilles d'argent et cantonnée de seize alérions d'azur. | 1617 – 1748 |

#### Rameau de Lezay
| Armoiries | Identité du porteur et blasonnement | Période |
| --------- | --- | ------- |
|           | Guy de Laval (mort en 1530), seigneur de Lezay. D'or à la croix de gueules chargée de quatre coquilles et d'une pointe de flèche d'argent et cantonnée de douze alérions d'azur. Différences entre dessin et blasonnement. |         |

|rowspan=3 style=vertical-align:middle align=center|1528 – 1851
|- valign=top
|align=center|

|Pierre II de Laval-Lezay (mort en 1623), baron de Lezay et de Trêves, comte de la Bigeotière.
D'or à la croix de gueules chargée de cinq coquilles d'argent et cantonnée de seize alérions d'azur.
|- valign=top
|align=center|
|Adrien de Laval (1768-1837), 3e duc de Laval et pair de France, duc de San Fernando Luis et grand d'Espagne, chevalier des ordres du roi, chevalier de la Toison d'or.
D'or à la croix de gueules chargée de cinq coquilles d'argent et cantonnée de seize alérions d'azur.
|}

#### Rameau cognatique de Pisy
| Armoiries | Identité du porteur et blasonnement | Période     |
| --------- | --- | ----------- |
|           | René aux Épaules (1575-1650), marquis de Nesle, comte de Joigny, seigneur de Pisy, chevalier des ordres du roi. D'or à la croix de gueules cantonnée de seize alérions d'azur et chargée de quatre coquilles d'argent et d'une fleur de lys d'or en abîme. | 1590 – 1650 |

### Branche de Pacy
| Armoiries | Identité du porteur et blasonnement | Période     |
| --------- | --- | ----------- |
|           | Jean de Laval (mort en 1364), seigneur de Pacy, de Challonges et de Tournebelle. D'or à la croix de gueules chargée de cinq coquilles d'argent et cantonnée de seize alérions d'azur, le premier canton de gueules à trois lions d'argent. | XIVe siècle |

### Branche de Challouyau puis de Rais
| Armoiries | Identité du porteur et blasonnement | Période     |
| --------- | --- | ----------- |
|           | Foulques de Laval (mort en 1358), seigneur de Challouyau. D'or à la croix de gueules chargée de cinq coquilles d'argent et cantonnée de seize alérions d'azur, au franc-canton d'argent, au lion de gueules. | 1333 – 1474 |
|           | Guy II de Rais (mort en 1415), seigneur de Challouyau, baron de Rais. D'or à la croix de sable. | 1333 – 1474 |
|           | Gilles de Rais (1405-1440), baron de Rais, maréchal de France et compagnon d'armes de Jeanne d'Arc. D'or à la croix de sable à l'orle d'azur semé de fleurs de lys d'or.                                     | 1333 – 1474 |

## Maisons associées

### Maison de Coligny
| Armoiries | Identité du porteur et blasonnement |
| --------- | --- |
|           | Charles de Coligny (1564-1632), marquis d'Andelot et de Saint-Bris, petit-fils de Nicolas de Laval. Écartelé : 1 et au 4 de gueules à l'aigle d'argent becquée lampassée membrée et couronnée d'azur, au 2 et 3 d'or à la croix de gueules cantonnée de douze alérions d'azur et chargée de cinq coquilles d'argent, le premier canton d'azur semé fleurs de lys d'or chargé d'un lion aussi d'or. |

### Maison de Cossé-Brissac
| Armoiries | Identité du porteur et blasonnement |
| --------- | --- |
|           | Artus de Cossé-Brissac (1512-1582), comte de Secondigny et seigneur de Gonnor, maréchal de France, grand panetier de France, arrière-petit-fils de Jean II de Montmorency. Écartelé : 2 et au 4 de sable à trois fasces d'or dentelées en partie basse, au 2 de sable au lion d'argent armé lampassé et couronné de gueules, au 3 d'or aux six divises jumelées de sable, sur le tout d'or à la croix de gueules cantonnée de seize alérions d'azur chargée de cinq coquilles d'argent. |

### Maison de Silly
| Armoiries | Identité du porteur et blasonnement |
| --------- | --- |
|           | Henri de Silly (1551-1586), comte de la Roche-Guyon, damoiseau de Commercy, baron d'Aquigny et de Crèvecœur, chevalier des ordres du roi, petit-fils de Nicolas de Laval. Écartelé : les 1 et 4 contre-écartelés, au I et au IV du contre-écartelé d'hermine à la fasce vivrée accompagnée en chef de trois tourteaux le tout de gueules, au II et III bandé d'or et d'azur de six pièces, à la bordure de gueules, les 2 et 3 aussi contre-écartelés, au I et au IV du contre-écartelé d'or à la croix de gueules cantonnée de seize alérions d'azur et chargée de cinq coquilles d'argent, au II et III d'azur semé de fleurs de lis d'or à la bande de gueules componnée d'argent ; sur le tout d'azur semé de croix de treflées et fichées d'or, un lion aussi d'or armé et lampassé de gueules brochant sur la partition. Différences entre dessin et blasonnement. |
|           | François de Silly (mort en 1628), duc de la Roche-Guyon et pair de France, grand louvetier de France, fils du précédent. Écartelé : les 1 et 4 contre-écartelés, au I et au IV du contre-écartelé d'hermine à la fasce vivrée de gueules, au II et III bandé d'or et d'azur de six pièces, à la bordure de gueules ; sur le tout d'azur semé de croix treflées et fichées d'or, un lion aussi d'or armé et lampassé de gueules brochant sur la partition ; les 2 et 3 aussi contre-écartelés, au I et au IV du contre-écartelé d'or à la croix de gueules cantonnée de seize alérions d'azur et chargée de cinq coquilles d'argent, au II et III d'azur semé de fleurs de lis d'or à la bande de gueules componnée d'argent ; sur le tout du tout d'argent à la fasce componnée en bande de gueules et d'or. Différences entre dessin et blasonnement.                   |

### Maison de la Trémoille
| Armoiries | Identité du porteur et blasonnement |
| --------- | --- |
|           | Gilbert de la Trémoille (mort en 1603), marquis de Royan, comte d'Olonne, chevalier des ordres du roi, petit-fils d'Anne de Laval. Parti, en 1 écartelé : au I d'azur à trois fleurs de lys d'or surmontées d'un lambel d'argent à trois pendants, au II d'argent à la guivre d'azur hissante de carnation, au III de gueules à la croix d'argent, au IV d'argent au lion de gueules couronné d'or ; au 2 du parti, écartelé, au I d'azur aux trois fleurs de lys d'or chargées d'un bâton de gueules péri en bande, au II d'hermine à la bordure de gueules, au III fascé d'or et de sable de six pièces, au IV d'or à la croix de gueules cantonnée de seize alérions d'azur et chargée de cinq coquilles d'argent ; sur le tout d'or au chevron de gueules, accompagné de trois aigles d'azur, becquées et membrées de gueules. [réf. nécessaire] Écartelé : au 1 d'or, au chevron de gueules, accompagné de trois aigles d'azur, becquées et membrées de gueules (la Trémoille), au 2 d'azur à trois fleurs de lys d'or (France), au 3 d'azur aux trois fleurs de lys d'or chargées d'un bâton de gueules péri en bande (Bourbon), au 4 d'or à la croix de gueules cantonnée de seize alérions d'azur et chargée de cinq coquilles d'argent (Laval-Montmorency). [Sources nécessaires] |

### Maison Gouffier
| Armoiries | Identité du porteur et blasonnement |
| --------- | --- |
|           | François Gouffier (1551-1586), seigneur de Crèvecœur, de Bonnivet, marquis des Deffends, chevalier des ordres du roi, arrière-petit-fils de Jean II de Montmorency. Écartelé : 1 et au 4 d'or à 3 jumelles de sable posées en fasce (Gouffier), au 2 et 3 de sable d'or à la croix de gueules cantonnée de seize alérions d'azur (Montmorency), sur le tout de gueules aux trois chevrons d'or (Crèvecœur). |

### Maison Potier
| Armoiries | Identité du porteur et blasonnement |
| --------- | --- |
|           | René Potier (1579-1670), duc de Tresmes et pair de France, capitaine des gardes du corps du roi, chevalier de ses ordres. Écartelé au 1 d'azur à la bande d'argent, accompagné de deux dragons (Baillet) ; au 2 d'or, au chef de gueules chargé au franc quartier d'un écusson de Montmorency dont le premier quartier est chargé d'une étoile de sable (Aunoy) ; au 3 de Montmorency ; au 4 d'argent au chef de gueules et au lion d'azur armé, lampassé et couronné d'or sur tout de Vendôme ancien et sur le tout de Potier qui est d'azur à trois mains dextre d'or au franc quartier échiqueté d'or et d'azur. |

## Communes

### Île-de-France
| Armoiries | Commune et blasonnement | Département |
| --------- | --- | ----------- |
|           | Bréval Écartelé, au premier d'azur à cinq croisettes d'or, au deuxième de sinople à trois croissants entrelacés d'or accompagnés de trois fleurs de lis du même posées 1 et 2, au troisième d'argent à deux pals de sable, au quatrième d'or à la croix de gueules cantonnée de quatre alérions d'azur. | Yvelines    |
|           | Marly-le-Roi Écartelé, au premier et au quatrième d'azur au soleil d'or, au deuxième et au troisième d'or à la croix de gueules treillissée d'argent et cantonnée de quatre aiglettes d'azur. | Yvelines    |
|           | Le Port-Marly Parti, au premier d'or à la demi-croix de gueules mouvant de la partition cantonnée de deux alérions d'azur, au deuxième d'azur à la nef équipée d'or voguant sur des ondes du même mouvant de la pointe.                                                                                 | Yvelines    |
|           | Rochefort-en-Yvelines Coupé, au premier d'or à la croix de gueules cantonnée de quatre alérions d'azur, au second de gueules à neuf macles d'or, à un château d'argent maçonné de sable brochant en abîme sur le tout.                                                                                  | Yvelines    |
|           | Deuil-la-Barre D'or à la croix de gueules cantonnée de seize alérions d'azur, au franc-quartier d'hermine. | Val-d'Oise  |
|           | Eaubonne D'or à la croix de gueules cantonnée de seize alérions d'azur, brisé en chef d'un lambel d'argent. | Val-d'Oise  |
|           | Écouen D'or à la croix de gueules cantonnée de seize alérions d'azur, au franc-canton d'azur chargé d'une aigle romaine d'or. | Val-d'Oise  |
|           | Montmorency D'or à la croix de gueules cantonnée de seize alérions d'azur. | Val-d'Oise  |
|           | Saint-Brice-sous-Forêt D'or à la croix de gueules cantonnée de seize alérions d'azur sur le tout aussi d'azur à l'escarboucle d'or. | Val-d'Oise  |
|           | Saint-Leu-la-Forêt D'or à la croix de gueules cantonnée de seize alérions d'azur, au franc-canton d'hermine. | Val-d'Oise  |
|           | Taverny D'or à la croix de gueules cantonnée de seize alérions d'azur, au franc-canton du même chargé d'un sautoir d'argent. | Val-d'Oise  |

### Artois
| Armoiries | Commune et blasonnement                                                   | Département   |
| --------- | ------------------------------------------------------------------------- | ------------- |
|           | Courrières D'or à la croix de gueules cantonnée de seize alérions d'azur. | Pas-de-Calais |

### Normandie
| Armoiries | Commune et blasonnement                                                 | Département |
| --------- | ----------------------------------------------------------------------- | ----------- |
|           | Damville D'or à la croix de gueules cantonnée de seize alérions d'azur. | Eure        |

### Flandres
| Armoiries | Commune et blasonnement                                               | Département |
| --------- | --------------------------------------------------------------------- | ----------- |
|           | Bersée D'or à la croix de gueules cantonnée de seize alérions d'azur. | Nord        |

### Canada
| Armoiries | Commune et blasonnement                                                                                            | Province |
| --------- | --- | -------- |
|           | Laval D'argent à la croix de gueules, chargée de cinq coquilles d'or cantonnée de seize alérions d'azur.           | Québec   |
|           | Université Laval De gueule à la croix d'or, chargée de cinq coquilles d'azur cantonnée de seize alérions d'argent. | Québec   |